# فیلم در ۱۹۹۷
فیلم در ۱۹۹۷ فیلم‌های پخش شده و اتفاقات سینمایی در ۱۹۹۷ را شامل می‌شود.

## پرفروش‌ترین فیلم‌ها
ده فیلم پرفروش جهانی در ۱۹۹۷:
| رتبه | عنوان                    | پخش‌کننده                  | فروش جهانی     |
| ---- | ------------------------ | ------------------------- | -------------- |
| ۱    | تایتانیک                 | فاکس قرن بیستم / پارامونت | $۱٬۸۴۳٬۲۰۱٬۲۶۸ |
| ۲    | جهان گمشده: پارک ژوراسیک | یونیورسال                 | $۶۱۸٬۶۳۸٬۹۹۹   |
| ۳    | مردان سیاه‌پوش            | سونی                      | $۵۸۹٬۳۹۰٬۵۳۹   |
| ۴    | فردا هرگز نمی‌میرد        | مترو گلدوین مایر          | $۳۳۳٬۰۱۱٬۰۶۸   |
| ۵    | ایر فورس وان             | سونی                      | $۳۱۵٬۱۵۶٬۴۰۹   |
| ۶    | بهتر از این نمی‌شه        | سونی                      | $۳۱۴٬۱۷۸٬۰۱۱   |
| ۷    | دروغگو دروغگو            | یونیورسال                 | $۳۰۲٬۷۱۰٬۶۱۵   |
| ۸    | عروسی بهترین دوست من     | سونی                      | $۲۹۹٬۲۸۸٬۶۰۵   |
| ۹    | عنصر پنجم                | سونی                      | $۲۶۳٬۹۲۰٬۱۸۰   |
| ۱۰   | فول مانتی                | فاکس قرن بیستم            | $۲۵۷٬۹۳۸٬۶۴۹   |